# 波痕

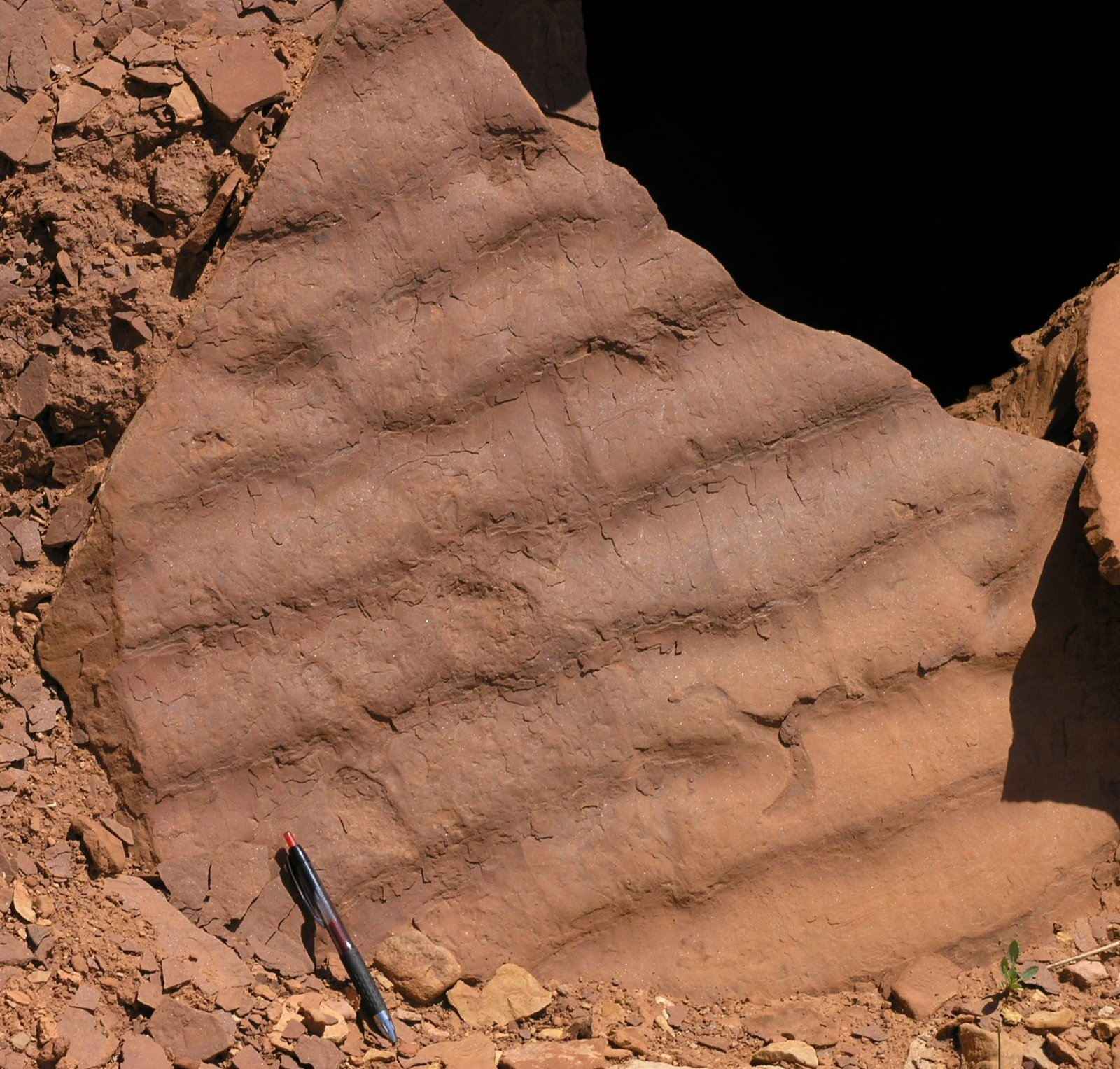
Capitol Reef National Park猶他州

波痕（英語：ripple marks）是由於流體（水或风）的流動在沉积物表面形成的波状起伏的構造。一般由沉积物表层的砂粒在迁移过程中形成在层面上的沙波。 波痕有三種：流水波痕（Current formed  ripples）：呈不对称状，波谷与波峰均较圆滑，陡坡倾向与流向一致 。浪成波痕（wave-formed ripples）：对称的浪或波痕，波峰尖、波谷圆滑。风成波痕（Wind-formed ripples）：呈不对称状，波谷宽阔，波峰圆滑，陡坡倾向与风向一致。